# 노포 나들목
노포 나들목(Nopo IC)은 부산광역시 금정구 노포동에 설치된 경부고속도로의 2번 나들목으로 2005년 11월 14일에 신설되었다. 아시아 고속도로 1호선과 아시아 고속도로 6호선이 직접 분기하는 지점이다. 인근에 금정공영차고지, 부산종합버스터미널, 노포차량사업소, 부산 도시철도 1호선 노포역이 있다. 경부고속도로와 부산외곽순환고속도로를 연결하는 노포 분기점이 나들목 주위에 설치되어 있으나 노포 나들목과 노포 분기점을 모두 이용하여 노포동과 부산외곽순환고속도로를 오갈 수는 없으며, 이 경우 금정 나들목을 이용해야 한다.

## 연혁
- 2004년 1월 8일 : 나들목 신설을 위해 부산광역시 도시계획시설 교통광장에 금정구 노포동 일원을 노포 나들목으로 고시[1]
- 2005년 11월 14일 : 나들목 개통[2]

## 구조물 정보
영락 나들목과는 달리 서울 방향으로만 진출입로가 통해 있어 부산 방향 진출과 서울 방향 진입만 가능하다. 부산 방향 진출램프와 진입램프가 서로 다른 도로에 접속하는 것이 특징이다.
- 영업소(부산방향): 부산광역시 금정구 고분로93번길 51 (노포동)
- 영업소(서울방향): 부산광역시 금정구 노포동 76-2

## 접속하는 도로
- 고분로 (진출로)
- 체육공원로399번길 (진입로)
- 간접 연결 : 중앙대로 (국도 제7호선, 부산광역시도 제61호선, 고분로 또는 체육공원로399번길 이용)

## 교통량 정보
| 요금소        | 통행량 (대/일) | 통행량 (대/일) | 통행량 (대/일) | 통행량 (대/일) | 통행량 (대/일) | 통행량 (대/일) | 통행량 (대/일) | 통행량 (대/일) | 통행량 (대/일) | 통행량 (대/일) | 각주  |
| 요금소        | 2001년         | 2002년         | 2003년         | 2004년         | 2005년         | 2006년         | 2007년         | 2008년         | 2009년         | 2010년         | 각주  |
| ------------- | -------------- | -------------- | -------------- | -------------- | -------------- | -------------- | -------------- | -------------- | -------------- | -------------- | ----- |
| 노포 (폐쇄식) | 미개통         | 미개통         | 미개통         | 미개통         | 3,036          | 4,098          | 4,933          | 4,934          | 5,052          | 5,052          | [ 3 ] |
| 요금소        | 2011년         | 2012년         | 2013년         | 2014년         | 2015년         | 2016년         | 2017년         | 2018년         | 2019년         |                | [ 3 ] |
| 노포 (폐쇄식) | 4,856          | 4,662          | 4,794          | 4,641          | 5,548          | 5,892          | 6,009          | 3,707          | 3,359          |                | [ 3 ] |